# Jaroslavice
Jaroslavice är en ort i Tjeckien.   Den ligger i regionen Södra Mähren, i den sydöstra delen av landet, 200 km sydost om huvudstaden Prag. Jaroslavice ligger 191 meter över havet och antalet invånare är 1 250.
Terrängen runt Jaroslavice är platt. Runt Jaroslavice är det ganska tätbefolkat, med 56 invånare per kvadratkilometer. Närmaste större samhälle är Znojmo, 17,4 km nordväst om Jaroslavice. Trakten runt Jaroslavice består till största delen av jordbruksmark.